# スナヤツメ
スナヤツメ（砂八目、Lethenteron spp.）はヤツメウナギ科の淡水魚である。

## 分布
鹿児島県、宮崎県を除く九州以北。沿海州、中国北部、朝鮮半島に生息している。河川の下流域に生息している。日本に分布する個体群のアロザイム解析を行った結果、2群に分かれるとする報告がある。それらは暫定的に「北方種」「南方種」に分けられている。この仲間は原始的な魚類とされるが研究者によっては魚類ではないとみなすものもある。
南方種の分布の西限である長崎県では1914年（大正3年）の報告を最後に、発見例がなく2022年（令和4年）に県内で絶滅したとみなされたが、同年11月に西海市の河川で発見され、絶滅種の指定が外された。

## 種分化
近縁種のカワヤツメ（回遊型）あるいはその祖先種から出現した矮小成熟個体が何らかの原因で海洋との往来を阻まれた後、非寄生性で河川型（陸封型）の集団が独立し本種に分化したと考えられている。
水産研究・教育機構水産大学校、京都大学大学院アジア・アフリカ地域研究研究科、京都大学大学院理学研究科、および北海道教育大学国際地域学科の研究グループは、日本産カワヤツメ属のヤツメウナギ類について遺伝学 的・形態学的再検討を行い、２種の新種Lethenteron satoi ウチワスナヤツメ（新標準和名）とLethenteron hattai ミナミスナヤツメ（新標準和名）を報告し、Lethenteron mitsukurii キタスナヤツメ（新標準和名）、 Lethenteron reissneri シベリアヤツメ、Lethenteron camtschaticum カワヤツメと合わせて計５種が存在することを発表した。本研究成果は、2024年12月6日に日本魚類学会が発行する国際学術誌「Ichthyological Research」にオンライン掲載された。

## 特徴
外見はウナギに似ており、幼生、成魚とも鰓穴（えらあな）が7つあり、口は丸い吸盤状で顎がない。成魚の口器は吸盤状で内側に3対の歯がある。成長すると約200ミリメートル程度。近縁種のカワヤツメ（寄生性）とは異なり、非寄生性で海へ下らず一生淡水で生活する。

## 食性
「アンモシーテス」と呼ばれる幼生期は、目がなくミミズのように見える。デトリタスや藻類などを食べる。4年後の秋に成体になり、140 - 190ミリメートルで変態して眼が現れるが、一方で消化系がなくなり、翌春の産卵期を過ぎて死ぬまで何も食べなくなる。春になると産卵し寿命を終える。

## 開眼

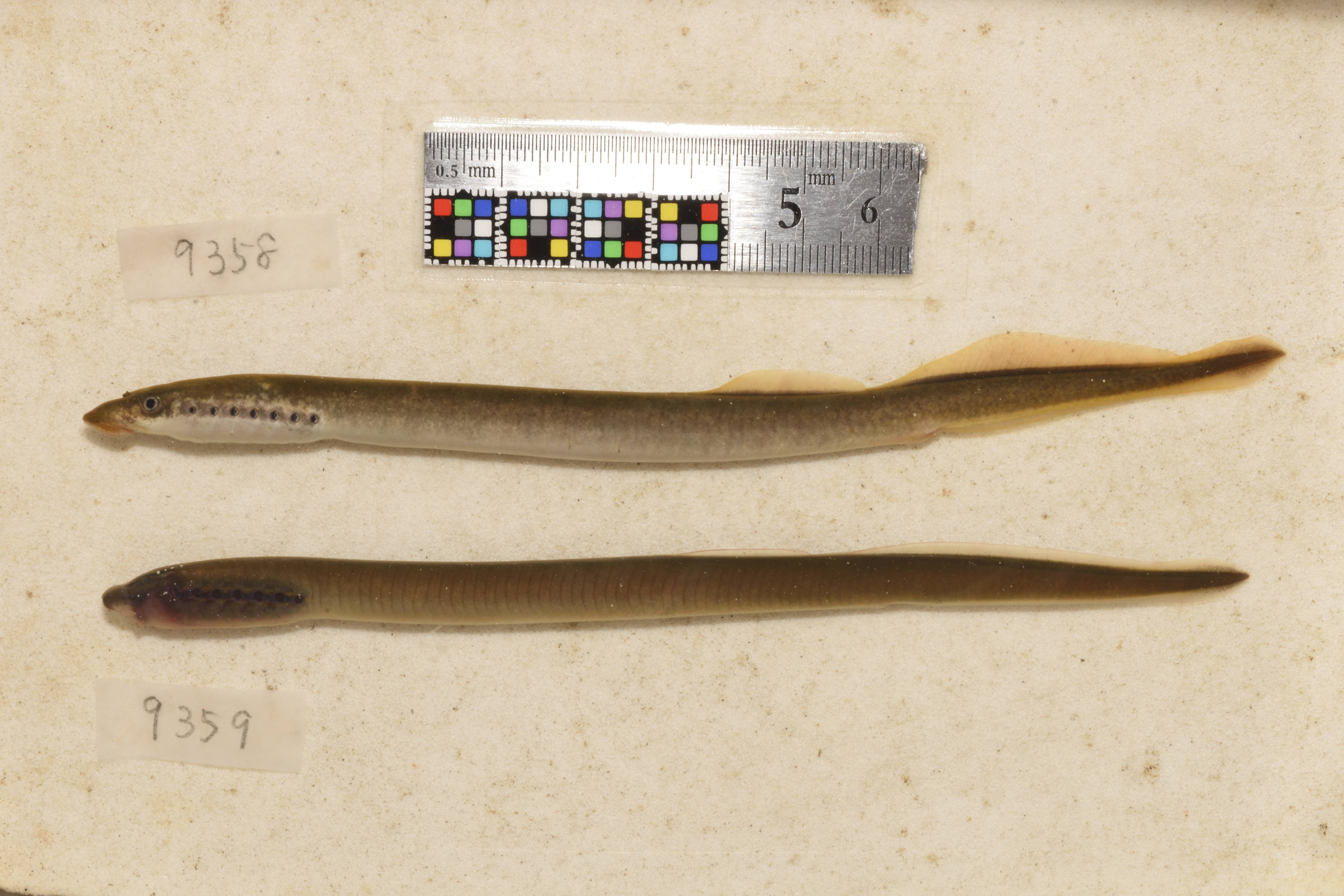
開眼した成体（上）とまだ眼の開いていない幼生（下）。

スナヤツメは一生のうちのほとんどを目を閉じた状態で過ごし、産卵期にわずかに開く程度とされる。

## 人間との関わり
近年、水路のコンクリート化や谷戸の開発によって減少している。
食用にはされない。